# Volta a Llombardia 1929
La Volta a Llombardia 1929 fou la 25a edició de la Volta a Llombardia. Aquesta cursa ciclista organitzada per La Gazzetta dello Sport es va disputar el 26 d'octubre de 1929 amb sortida i arribada a Milà després d'un recorregut de 238 km.

La competició fou guanyada per l'italià Pietro Fossati (Maino-Clement) per davant dels seus compatriotes Adriano Zanaga (Touring) i Raffaele di Paco.
Mario Bianchi arriba segon però és relegat al setè lloc.

## Classificació general
|    | Ciclista         | Equip             | Temps      |
| -- | ---------------- | ----------------- | ---------- |
| 1  | Pietro Fossati   | Maino-Clement     | 8h 13' 10" |
| 2  | Adriano Zanaga   | Touring           | m. t.      |
| 3  | Raffaele di Paco | Individual        | m. t.      |
| 4  | Felice Gremo     | Ideor             | m. t.      |
| 5  | Learco Guerra    | Maino-Clement     | m. t.      |
| 6  | Luigi Barral     | Individual        | m. t.      |
| 7  | Mario Bianchi    | Gloria-Hutchinson | m. t.      |
| 8  | Pietro Bestetti  | Bianchi-Pirelli   | + 3' 40"   |
| 9  | Adolfo Martelli  |                   | m. t.      |
| 10 | Ambrogio Morelli | Gloria-Hutchinson | m. t.      |